# Lady Lever Art Gallery
La Lady Lever Art Gallery és un museu fundat i construït per l'industrial i filantrop William Lever, I vescomte Leverhulme, sent inaugurat el 1922. L'edifici està situat a Port Sunlight, Wirral, sent un dels Museus Nacionals de Liverpool. La galeria d'art va ser anomenada així en honor de l'esposa de Lever, Elizabeth Hulme (Lady Lever), morta el 1913.
El museu constitueix un significatiu exemple de l'arquitectura victoriana i eduardiana. La galeria acull col·leccions d'art decoratiu les quals reflecteixen el gust personal de Lord Leverhulme així com la seva afició per col·leccionar obres d'art, les quals són en la seva majoria pintures i escultures angleses del segle xix, tot i que també s'inclouen treballs de finals del segle xviii i principis del segle xx. Igualment, el museu acull importants col·leccions de mobles d'origen anglès, valuoses peces de la companyia Wedgwood, ceràmica xinesa, i petits grups d'objectes variats, com a gots de l'Antiga Grècia i escultures romanes. El museu exhibeix majorment de forma conjunta pintures, escultures i mobles, havent-hi cinc «Habitacions d'època» («Period Rooms») que recreen els típics interiors de les cases en funció de l'època en què estiguin ambientades.

## Història
Lever va començar a col·leccionar art a finals del segle xix en gran manera per publicitar a la popular marca Sunlight Soap (situada a poca distància de la galeria), la qual havia ajudat a crear la seva fortuna. A mesura que la seva riquesa s'anava incrementant, la seva col·lecció va començar a expandir-se. Lever va col·leccionar sobretot art britànic, si bé també li interessava l'art xinès, l'escultura romana i els vasos grecs, els quals va decidir col·leccionar amb la finalitat de mostrar els estils que havien influenciat als artistes britànics als segles xviii i xix.

## Edifici
Comissionat el 1913 als arquitectes William i Segar Owen, la Lady Lever Art Gallery va ser construïda en estil Beaux Arts. L'edifici va ser inaugurat el 1922 per la princesa Beatriu, filla petita de la reina Victòria.
El 2015, part del museu va ser tancat per dur-hi a terme obres, exhibint-se únicament petites col·leccions de ceràmica. Les galeries de la zona sud van ser restaurades en el seu estil arquitectònic original com a part d'un projecte de restauració de 2,8 milions de lliures el 2016. Els treballs van incloure l'ampliació de les portes amb la finalitat d'augmentar el nombre de visitants, l'increment del nivell de llum i la restauració de part dels sostres amb voltes.

## Col·lecció
La galeria compta amb una bona representació de les tendències pictòriques de l'era victoriana, incloent als prerrafaelites, amb obres del període de la germanor i de les carreres posteriors dels artistes. També es troben en la col·lecció del museu obres pertanyents al revivalisme clàssic i a la pintura de caràcter històric.
Entre els treballs exposats en la galeria s'inclouen obres de John Everett Millais, Ford Madox Brown, William Holman Hunt, Dante Gabriel Rossetti, Edward Burne-Jones i Frederic Leighton. De la mateixa manera, el museu té, pel que sembla, la més gran exhibició de pintures de William Etty, trobant-se exposades també obres de pintors d'èpoques anteriors, com Turner, Constable, Thomas Gainsborough i Joshua Reynolds.
Gran part de la col·lecció de Wedgwood formava part al seu torn de la col·lecció de Dudley Marjoribanks, I baró Tweedmouth, que va ser adquirida el 1905. Aquesta col·lecció estava parcialment formada per peces de la col·lecció de Charles Darwin, net de Josiah Wedgwood.

## Obres exposades
Algunes de les obres més importants exposades en la Lady Lever Art Gallery són:

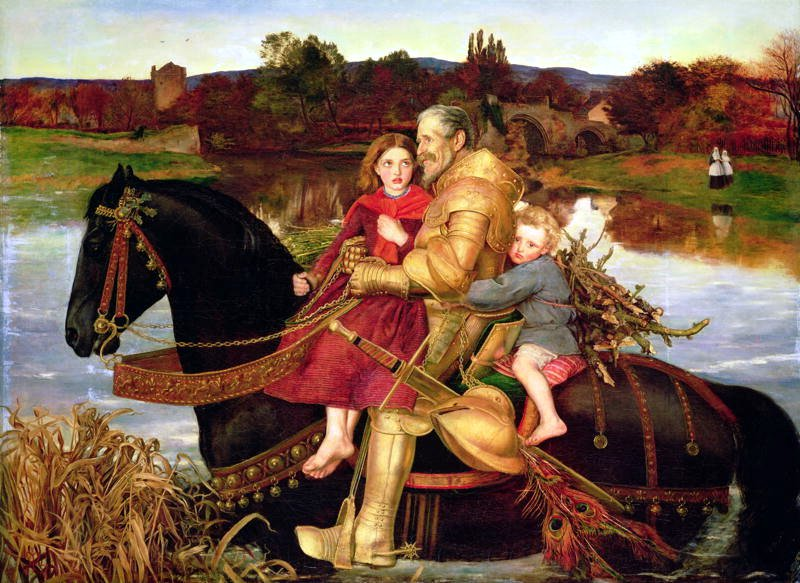
Un somni del passat: Sir Isumbras en el gual, per Millais (1853)
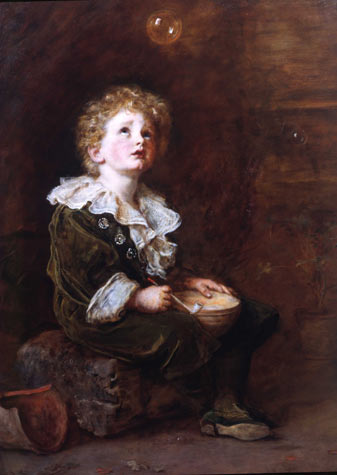
Bombolles, per Millais (1886)
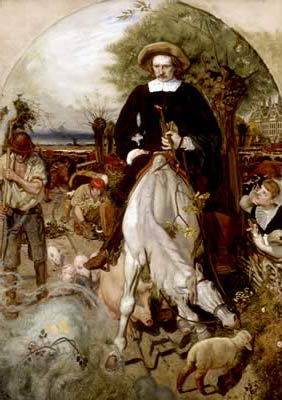
Cromwell en la seva granja, per Madox Brown (1874)
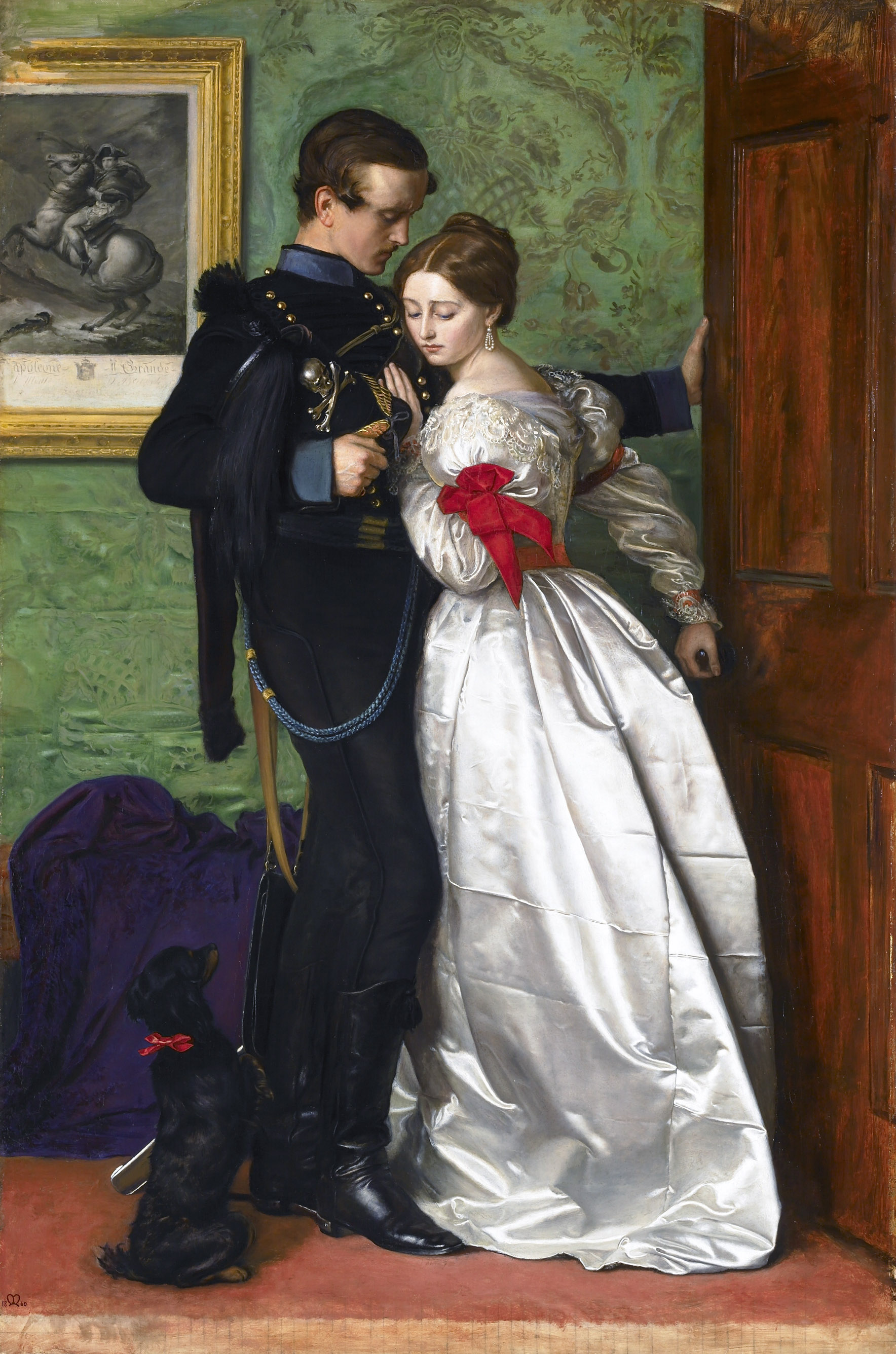
The Black Brunswicker, per Millais (1860)
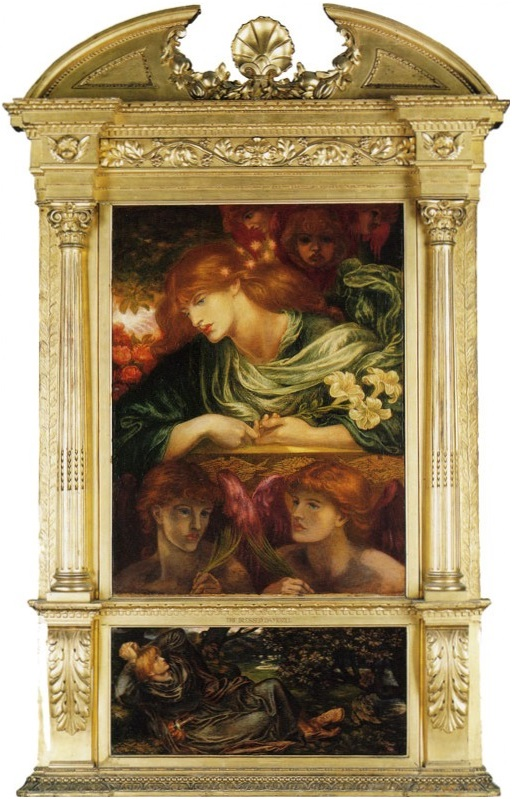
La donzella bienaventurada, per Rossetti (1879)
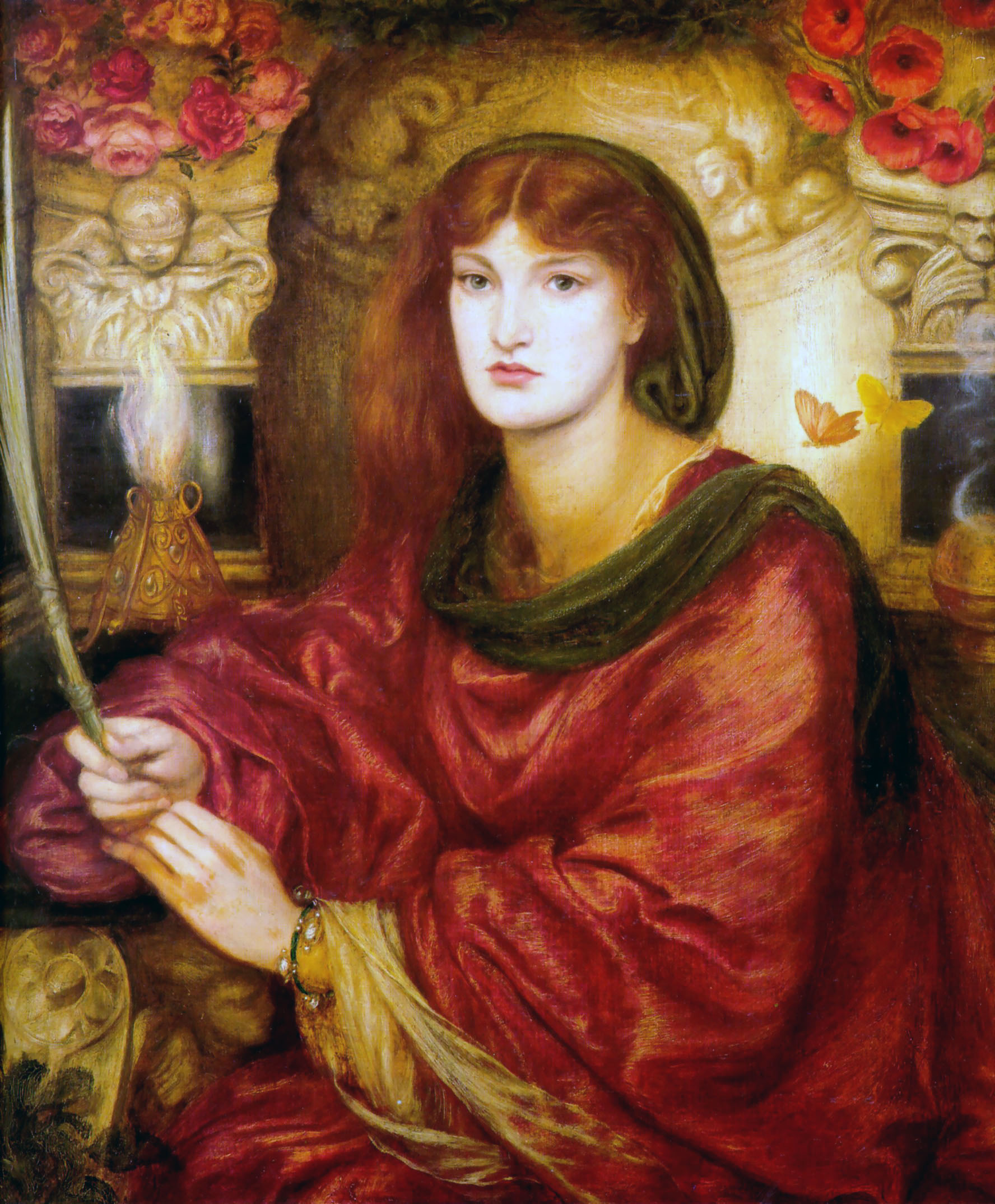
Sibylla Palmifera, per Rossetti (1870)
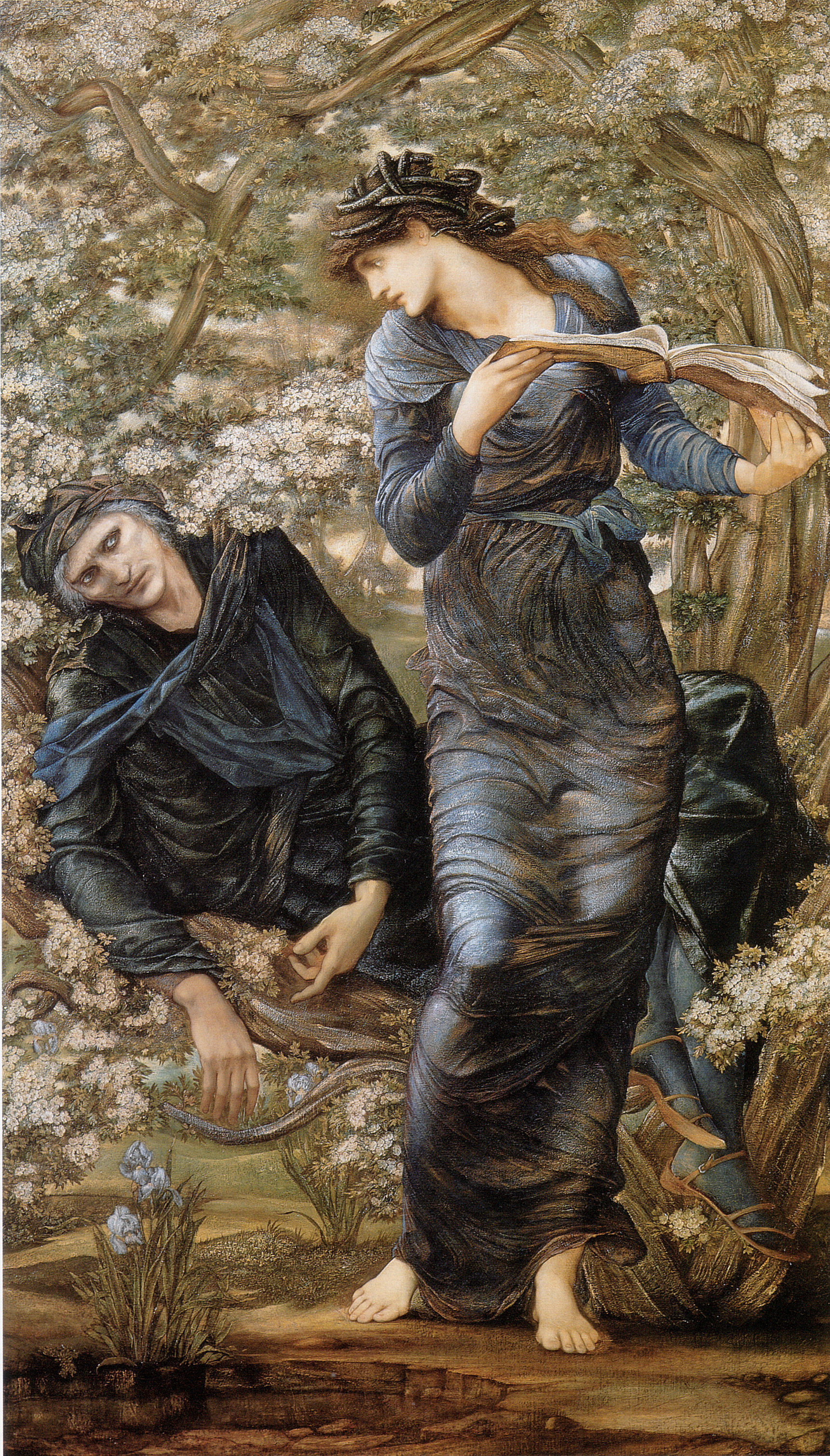
L'encantament de Merlí, per Burne-Jones (1877)